# キクイタダキ
キクイタダキ（菊戴、鶎、学名：Regulus regulus）は、スズメ目キクイタダキ科キクイタダキ属に分類される鳥類。

## 分布
砂漠地帯を除くユーラシア大陸の高緯度から中緯度の地域に広く分布する。
日本では、北海道と本州中部以北（留鳥または漂鳥）で繁殖し、本州中部以南の西日本には一部が越冬のために飛来する。

## 形態
全長が約10 cm、翼開長が約15 cm、体重3-5 gの小型の鳥で、日本国内ではミソサザイ、エナガとともに最小の鳥の一種である。頭頂の縁が黒色で中央が黄色い部分があるのが特徴で、その中央部の内側に赤い斑がある。雌雄ほぼ同色だが、メスにはこの赤い斑がない。頭部以外の上面は全体にオリーブ色で、目の回りは白っぽく、嘴と足は黒褐色。嘴は小さくて細い。翼の雨覆に黒と白の模様がある。

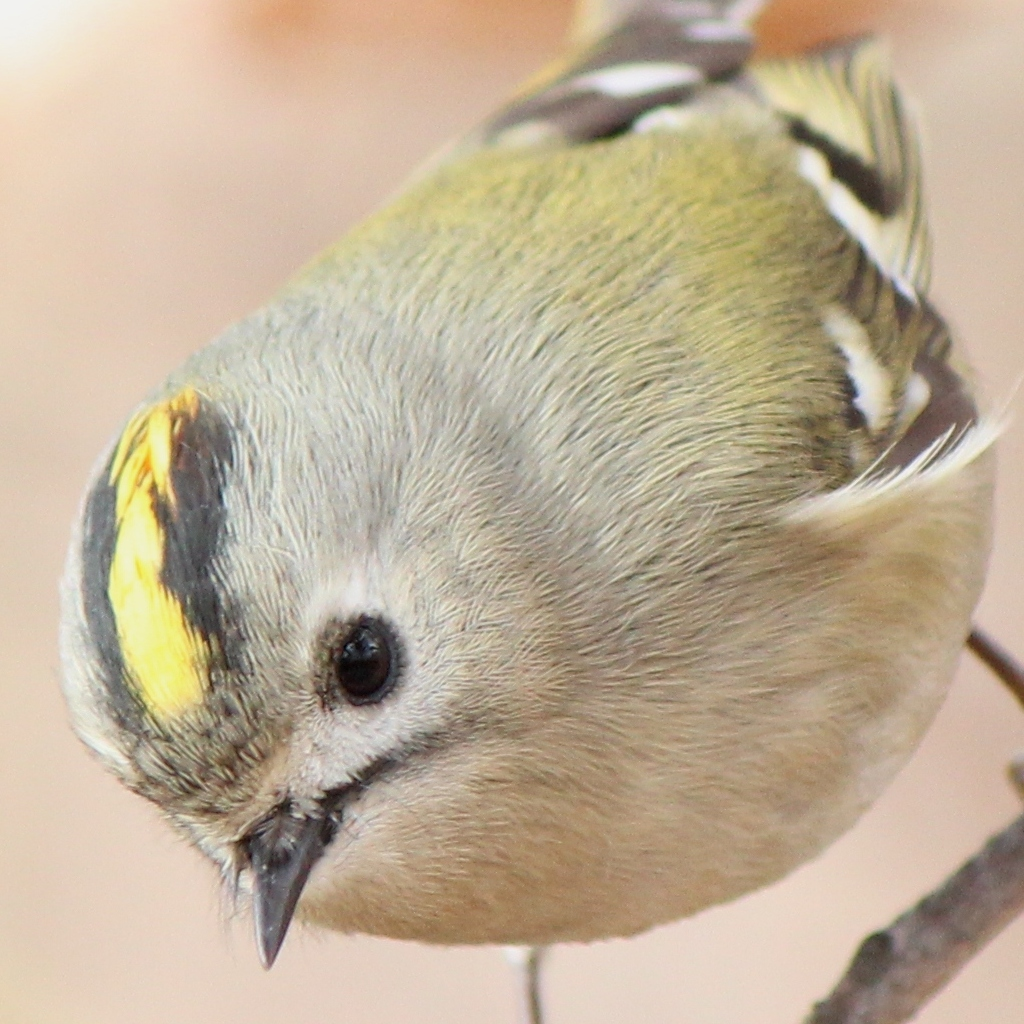
頭部の頂きに黄色い小菊を載せたように見える
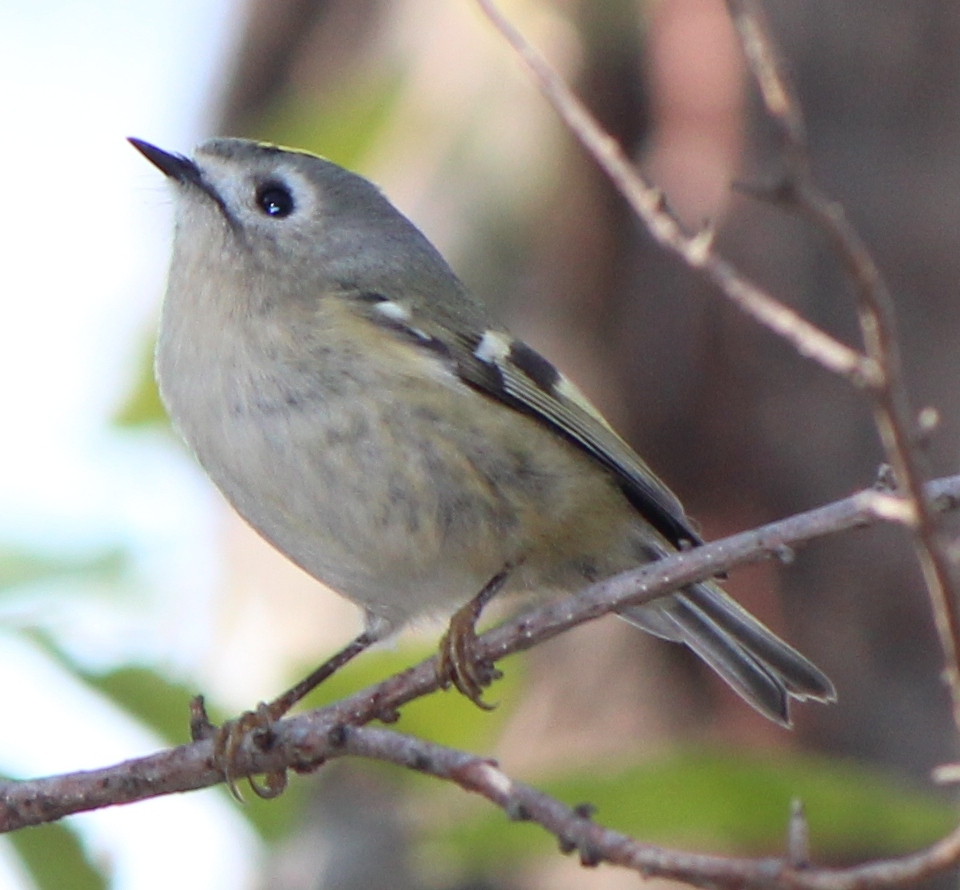
下面
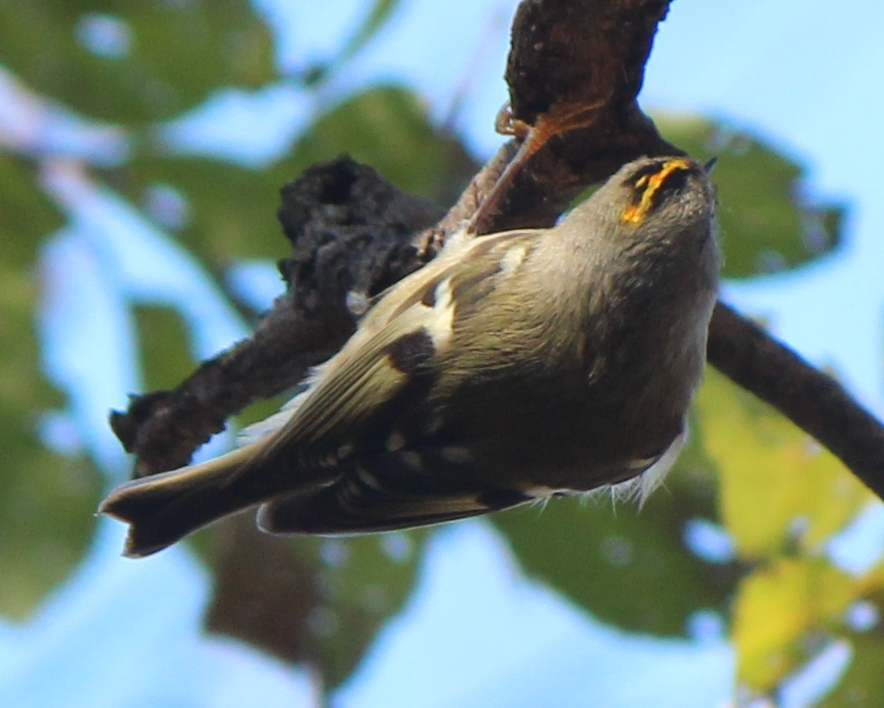
上面

## 分類

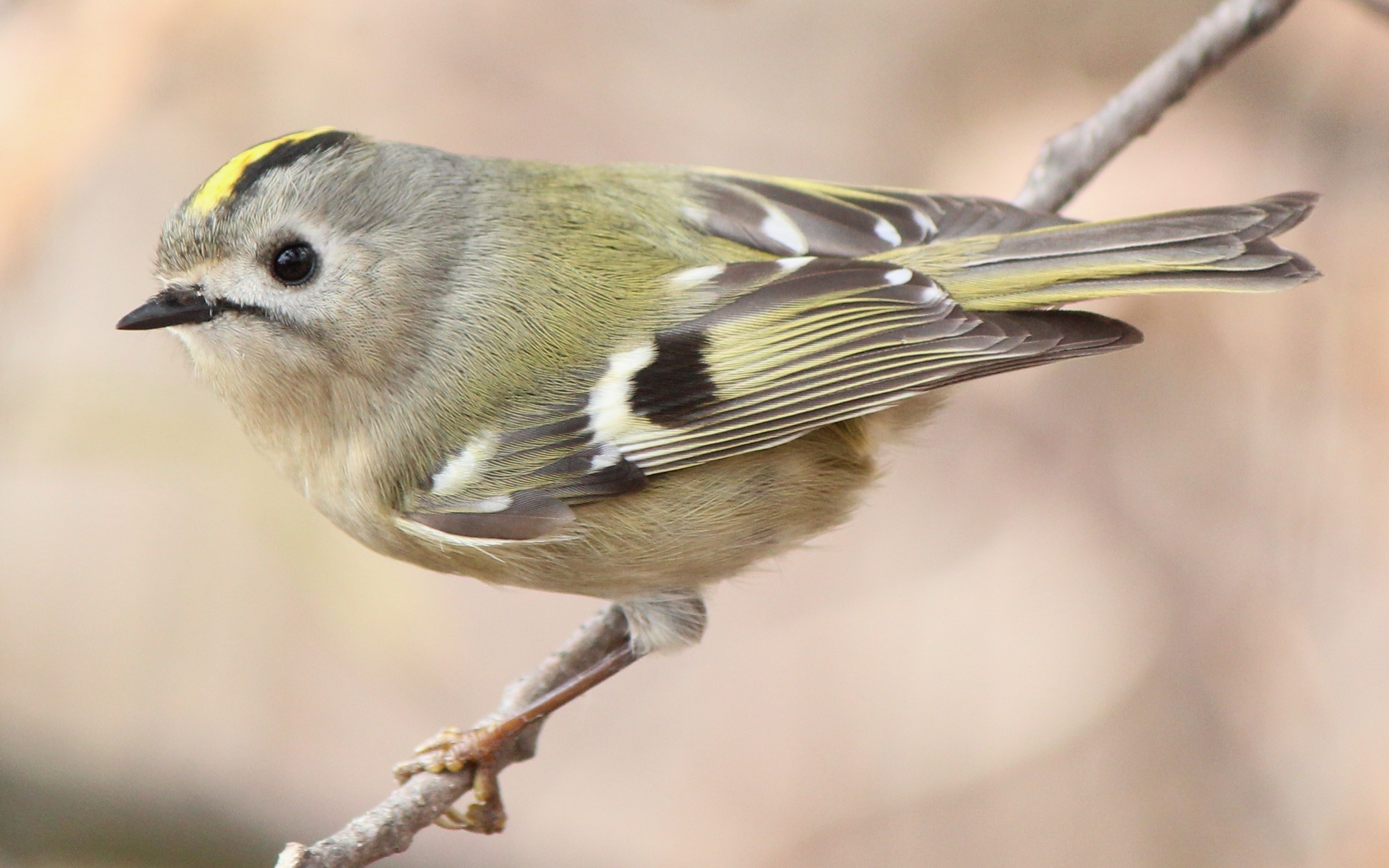
亜種キクイタダキ
R. r. japonensis

従来ウグイス科に分類されていた。
以下の亜種の分類・分布は、IOC World Bird List (v10.1)に従う。
Regulus regulus regulus (Linnaeus, 1758)
ヨーロッパからシベリア西部
Regulus regulus azoricus Seebohm, 1883
アゾレス諸島東部（São Miguel島）
Regulus regulus buturlini Loudon, 1911
クリミア・小アジア・コーカサスにかけて
Regulus regulus coatsi Sushkin, 1904
シベリア中南部
Regulus regulus ellenthalerae Päckert, Dietzen, Martens, J, Wink & Kvist, 2006
カナリア諸島（El Hierro島、La Palma島）
Regulus regulus himalayensis Bonaparte, 1856
アフガニスタン東部からヒマラヤ山脈にかけて
Regulus regulus hyrcanus Zarudny, 1910
アゼルバイジャン南東部、イラン北部
Regulus regulus inermis Murphy & Chapin, 1929,
アゾレス諸島中部および西部
R. r. japonensis Blakiston, 1862 キクイタダキ
中華人民共和国北東部、日本（本州以北）、朝鮮半島北部、アムール川流域で繁殖する。
基亜種よりも緑色がかっている。次列風切と三列風切の先端は白い。
Regulus regulus sanctaemariae Vaurie, 1954
アゾレス諸島南西部（Santa Maria島）
Regulus regulus sikkimensis Meinertzhagen & Meinertzhagen, 1926
ヒマラヤ山脈東部から中華人民共和国中北部にかけて
Regulus regulus teneriffae Seebohm, 1883
カナリア諸島（テネリフェ島、La Gomera島）
Regulus regulus tristis Pleske, 1892
天山山脈
Regulus regulus yunnanensis Rippon, 1906
中華人民共和国中南部、ミャンマー北東部

## 生態
春と夏に亜高山帯から山地にかけての針葉樹林に生息し、秋に低地や暖地に移動し、冬に針葉樹の多い公園や里山などでも見られる。高山にも少数が生息する。非繁殖期には小群れで行動し、ヒガラなどのカラ類と混群することがある。針葉樹で忙しく動き回り、蛾の幼虫、昆虫、クモ類などを捕食する。ホバリングして枝先の虫を捕食することもある。水浴びをする以外は樹の上で生活し、小枝の間にハンモック状の巣を作る。鳴き声を片仮名表記すると「ツツツツティーツィツィ」に近い。

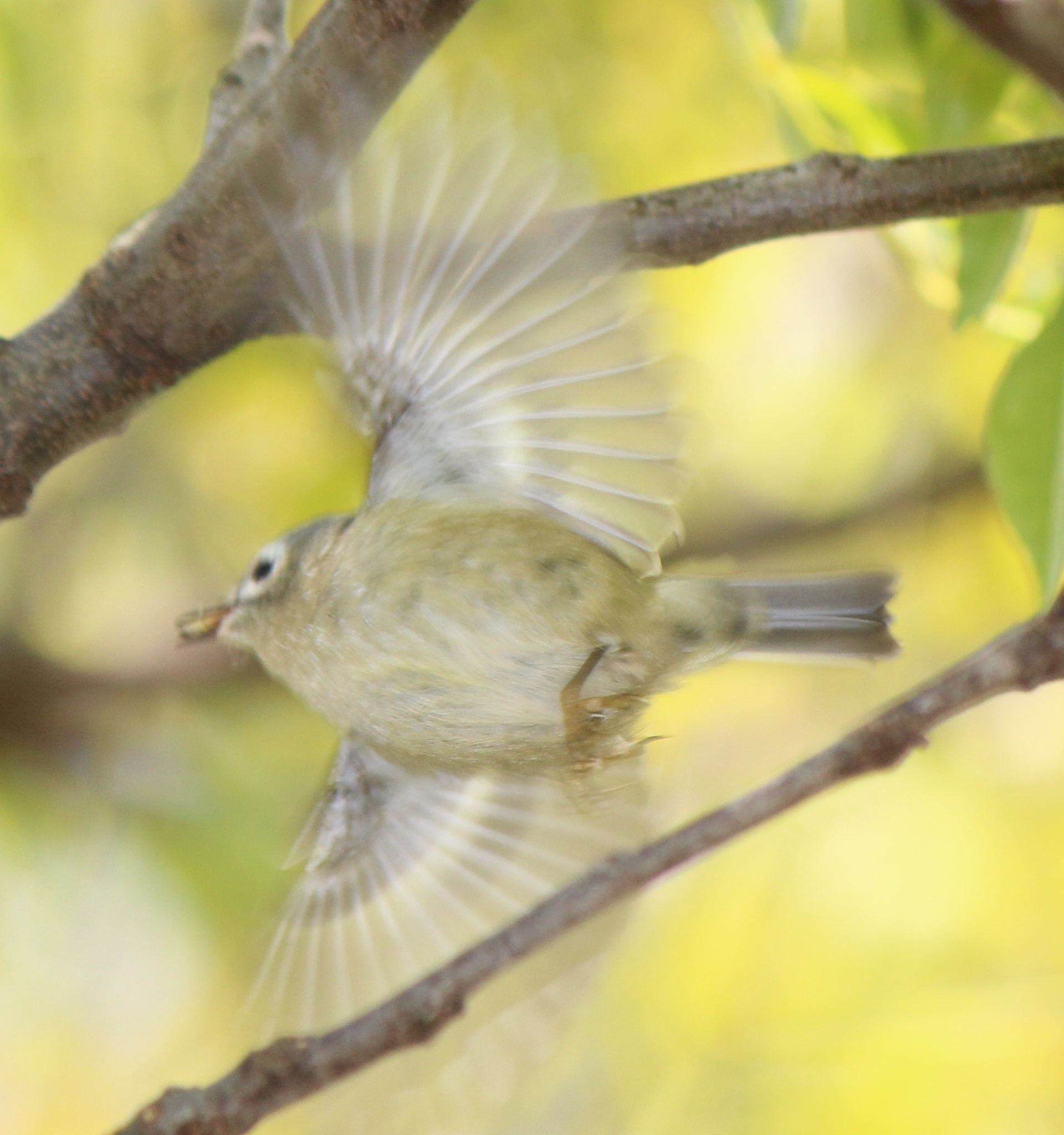
ホバリングして枝先の虫を捕食する
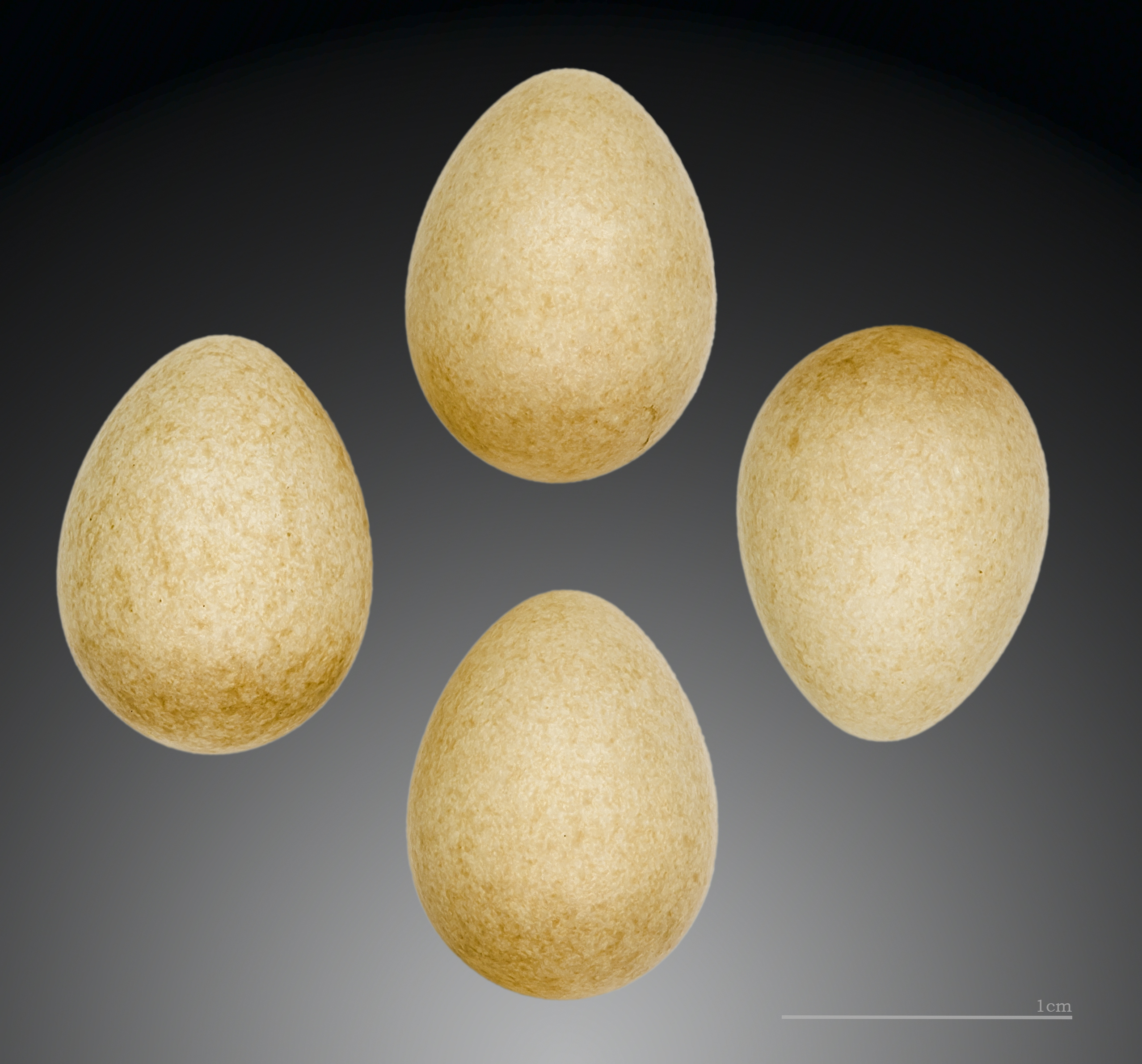
卵
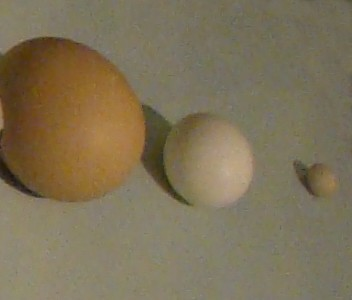
卵の大きさ比較（左：ニワトリ、中：コキンメフクロウ、右：キクイタダキ）
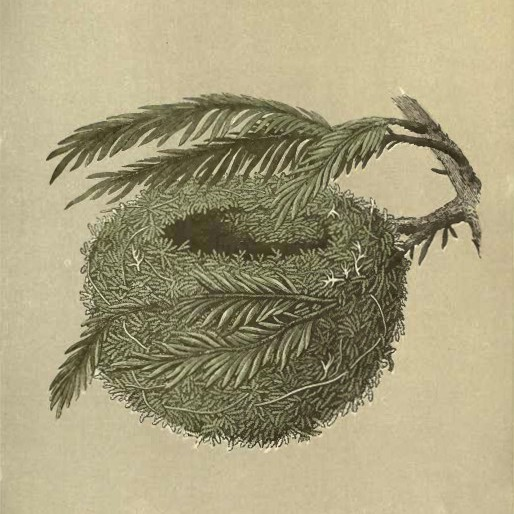
ハンモック状の巣（スケッチ）

## 人間との関係
分布が非常に広いため、2018年の時点では絶滅のおそれは低いと考えられている。一方でヨーロッパでは1980 - 2013年にかけて、生息数が減少傾向にある
ヨーロッパの伝説や民間伝承において、本種はしばしば鳥の王とされる。学名の属名および種小名の Regulus もラテン語で「小さな王」という意味である。その理由は頭頂部の黄色い冠羽があたかも王冠を冠っているようだから、とされる。
和名は、頭頂部に黄色い冠羽があるため菊を戴くという意味から命名された。松毟鳥（まつむしり）、まつくぐりの名もある。
ルクセンブルクでは、国鳥に指定されている。
国字では「鶎」（宗に鳥）と書く。
日本では以下の都道府県でレッドリストの指定を受けている。
- 絶滅危惧IB類 - 三重県（越冬する個体数が激減している。）[9]
- 絶滅危惧II類 - 長崎県
  - 絶滅危惧種 - 奈良県（環境省の絶滅危惧II類相当）
- 準絶滅危惧 - 山形県、東京都（北多摩、南多摩、西多摩）、鳥取県（松林などの減少で越冬する個体数が減少している。）[10]
  - 希少種 - 滋賀県（環境省の準絶滅危惧相当）
- 減少種（繁殖期） - 神奈川県